# Новодеревенское сельское поселение (Рязанская область)
Новодеревенское сельское поселение — муниципальное образование (сельское поселение) в Касимовском районе Рязанской области.
Административный центр — деревня Новая деревня.

## Население
| 2010  | 2012  | 2013  | 2014  | 2015  | 2016  | 2017  |
| ----- | ----- | ----- | ----- | ----- | ----- | ----- |
| 1560  | ↘1272 | ↘1240 | ↘1225 | ↘1204 | ↘1163 | ↘1130 |
| 2018  | 2019  | 2020  | 2021  |       |       |       |
| ↘1114 | ↘1092 | ↘1083 | ↗1192 |       |       |       |

## Состав поселения
В состав сельского поселения входят 8 населённых пунктов
| № | Населённый пункт | Тип населённого пункта          | Население |
| - | ---------------- | ------------------------------- | --------- |
| 1 | Большой Кусмор   | село                            | 227       |
| 2 | Лазарево         | деревня                         | 136       |
| 3 | Монцево          | деревня                         | 35        |
| 4 | Нарышкино        | деревня                         | 61        |
| 5 | Новая Деревня    | деревня, административный центр | 518       |
| 6 | Сабурово         | село                            | 27        |
| 7 | Сосновка         | посёлок                         | 144       |
| 8 | Щербатовка       | село                            | 155       |

## История
Новодеревенское сельское поселение образовано в 2004 г. из Новодеревенского и Щербатовского сельских округов.